# Ctenotus hebetior
Ctenotus hebetior är en ödleart som beskrevs av  Storr 1978. Ctenotus hebetior ingår i släktet Ctenotus och familjen skinkar.

## Underarter
Arten delas in i följande underarter:
- C. h. schuettleri
- C. h. hebetior